# نيكولا ميتريفسكي
نيكولا ميتريفسكي مواليد 3 أكتوبر 1985 في بيتولا، جمهورية مقدونيا، هو لاعب كرة يد مقدوني يلعب كحارس مرمى. يلعب حاليا مع نادي بنفيكا لكرة اليد ويحمل الرقم 16. مثل منتخب مقدونيا لكرة اليد.

## روابط خارجية
- نيكولا ميتريفسكي على موقع الاتحاد الأوروبي لكرة اليد (الإنجليزية)